# Carlos Desastre
Carlos Desastre es un músico y escritor malagueño. Fundó la banda de noise-rock 713avo Amor (1988-1994) y cuando esta se disolvió formó Después de Nunca.
Desde 1996 vive en Azcoitia, donde ha desarrollado el proyecto El Corsal Desastre y la editorial-discográfica Compañía de Sueños Ilimitada, junto a miembros de Akauzazte. Trasladado a México en 2006, abandona al menos momentáneamente estos proyectos para centrarse en uno nuevo, bautizado Dando Amor.

## Discografía

### 713avo Amor
- Cielo bajo tierra/ Limosna para morir (Subterfuge Records y 713avo Amor, 1992, sencillo).
- A Veces El Dolor (Experience, 1993). Álbum+sencillo. Reeditado por la Compañía de Sueños Ilimitada en 2003 en formato CD-libro.
- Horrores Varios De La Estupidez Actual (Triquinoise, 1994). CD. Reeditado por la Compañía de Sueños Ilimitada en 2004 en formato CD-libro.

### Después de Nunca
- Dondestaelcielo (Demonios que Disco, 2000). CD-sencillo.
- Después de Nunca (Demonios que Disco, 2000). CD.
- Revisiones (Compañía de Sueños Ilimitada, 2003). CD. Disco de revisión, por otros artistas, de canciones del álbum Después de Nunca.
- Nuestro falso cielo (Compañía de Sueños Ilimitada, 2005). CD-ep.

### El Corsal Desastre
- Canciones de Amor Bajo la Lluvia (Compañía de Sueños Ilimitada, 2001). Mini CD.
- Radio ensueño (Compañía de Sueños Ilimitada, 2002). Líbrido. Libro + CD.
- Carta urgente/ Libertad sin tierra (Compañía de Sueños Ilimitada, 2006 Doble CD álbum).

## Libros editados
- Corsal Desastre, El (2002), Radio Ensueño, Azcoitia: Compañía de Sueños Ilimitada. El libro-líbrido va acompañado con un CD con canciones y música.
- Autores Varios (2006), La Televisión No lo Filma, Sevilla: ZEMOS98. Libro colectivo titulado con el nombre de una canción de 713avo Amor y que incluye un texto homónimo de El Corsal Desastre. Se puede descargar en PDF.

## Colaboraciones
- Carlos Desastre colaboró en la magnífica canción Petrolioa ere, del disco Askatu korapiloa del grupo vasco Dut, aportando sus poesías.
- Junto a Dj Amsia y bajo el alias de Carlotta Lotta Love remezcla la canción Constant Deja Vu en el disco Concrete Mixer del grupo vasco Atom Rhumba.